# Портрет (повесть)
«Портре́т» — одна из петербургских повестей Николая Гоголя. Принадлежит к характерному для романтизма жанру повести о преступных художниках, восходящему к гофмановским новеллам «Церковь иезуитов» и «Мадемуазель де Скюдери». Существует в двух редакциях:
- Версия 1833-34 гг., опубликованная в сборнике повестей «Арабески» (1835);
- Версия рубежа 1841 и 1842 гг., напечатанная в третьей книге «Современника» за 1842 год.

## Сюжет
Живущий в бедности молодой художник Чартков, несмотря на то, что ему нечем расплатиться за аренду квартиры, в лавочке на Щукином дворе покупает за двугривенный портрет неизвестного ему человека — старика в азиатских одеждах, который привлёк его внимание тем, что глаза изображённого выглядят совершенно как живые. Придя домой, он не может отделаться от впечатления, что старик смотрит на него, ночью Чарткову снятся кошмары, связанные с портретом. В одном из снов старик выходит из рамы с мешком, набитым деньгами, и художнику удаётся схватить один свёрток с надписью «1000 червонцев». Утром, когда появляется хозяин квартиры и квартальный, требующий с Чарткова плату за квартиру, в раме портрета обнаруживается точно такой же свёрток, какой художник видел в своём кошмаре.
Чартков переезжает в роскошную квартиру на Невском проспекте, даёт объявление в газету, и вскоре у него появляется много заказчиков. Чартков становится модным художником, пишет множество портретов. Он удовлетворяет запросы клиентов, однако многие его прежние знакомые замечают, что талант его, раньше явно проявлявшийся, исчез. Чартков становится скрягой и мизантропом. Увидев на выставке картину одного из прежних знакомых, он понимает, что собственные его работы на самом деле далеки от совершенства. Чартков запирается в своей мастерской и пытается создать что-то подобное, однако у него ничего не получается; тогда он начинает скупать живописные шедевры и уничтожать их. Вскоре Чартков сходит с ума, заболевает чахоткой (туберкулёзом) и скоропостижно умирает.
Через некоторое время на неком аукционе выставляется среди прочих предметов искусства портрет азиата, когда-то купленный Чартковым. Когда цена в ходе торгов значительно возрастает, появляется художник Б. и заявляет, что обладает особыми правами на эту картину. В подтверждение своих слов он рассказывает историю.
Он описывает некогда жившего в петербургской Коломне ростовщика, который был известен тем, что мог ссудить любую сумму на казавшихся выгодными условиях, но при этом в результате всегда оказывалось, что на самом деле набегали огромные проценты. Сделка с ростовщиком неизменно приносила его клиентам несчастья.
Отец Б., тоже художник, живший неподалёку, получил заказ на портрет от ненавистного всем ростовщика, человека скупого и одинокого. Поскольку он давно думал о том, чтобы изобразить духа тьмы в облике своего соседа, он принял заказ. Однако в ходе работы над портретом (на котором особенно страшными получаются глаза) художник начинает испытывать непонятный ужас и, в конце концов, бросает работу и убегает из дома заказчика. На следующий же день служанка приносит художнику неоконченный портрет, объявляя, что хозяин не хочет портрета и не даёт за него ничего. Вечером того же дня ростовщик умирает. Со временем художник начинает чувствовать в себе странные перемены. Он хочет сжечь портрет, но приятель отговаривает его и забирает себе; затем сам сбывает его своему племяннику. Каждого владельца портрета преследуют несчастья, а у его создателя вскоре умирают жена, дочь и сын. Тогда художник, понявший, что в портрет вселилась часть души старика, отправляет оставшегося в живых старшего сына в Академию художеств, а сам уходит в монастырь, где через некоторое время ведения строгой жизни и самоотвержения пишет Рождество Христово, и его работа оказывается исполненной святости. Сын посещает его в монастыре, и отец сообщает ему некоторые наставления и мысли об искусстве, а также завещает ему найти портрет и уничтожить его.
Художник Б. представляется сыном автора портрета и говорит, что после долгих лет поисков наконец нашёл картину. Но когда он, а вместе с ним и посетители аукциона, поворачивается к стене, где висело полотно, оказывается, что портрет исчез.

## Экранизации
- «Портрет» ( Российская империя, 1915)
- «Портрет» (СССР, фильм-спектакль, 1987)
- «Портрет» ( Швеция, 1999)